# Silviya Angelova
Silviya Angelova est une haltérophile bulgare naturalisée azerbaïdjanaise née le 22 juin 1982.

## Palmarès

### Championnats d'Europe d'haltérophilie
- Championnats d'Europe d'haltérophilie 2012 à Antalya
  -  Médaille de bronze en moins de 48 kg.